# Vincent Gardner
Vincent Gardner (Chicago, 31 oktober 1972) is een Amerikaanse jazztrombonist, componist en muziekpedagoog.

## Biografie
Gardner is afkomstig uit een muzikale familie. Zijn vader Burgess Gardner was trompettist bij Ray Charles, Count Basie en Horace Silver, zijn moeder pianist en koorleidster. Hij groeide op in East Lansing, Virginia Beach en Hampton. Vervolgens leerde hij viool, saxofoon en hoorn spelen. Op 13-jarige leeftijd koos hij voor de trombone. Al tijdens zijn schooltijd begon hij zich te interesseren voor jazz en speelde hij in het Hampton All-City Jazz Ensemble, waar hij werd voorgesteld aan J.J. Johnson. Later studeerde hij aan de Florida A&M University klassiek trombonespel en muziekpedagogie. In 1995 wisselde hij naar de University of North Florida, waar hij in 1996 afstudeerde. Hij verhuisde daarna naar Brooklyn om daar als beroepsmuzikant te werken in de bands van Count Basie en Duke Ellington, maar ook bij Illinois Jacquet, Clark Terry, Jimmy Heath en Frank Foster. In 2003/2004 had hij een leerproject aan de Michigan State University, daarna onderwees hij aan de Florida State University, aan The New School en de Juilliard School of Music in New York.
Gardner nam onder zijn eigen naam vier albums op voor SteepleChase Records. Verder begeleidde hij van 1998 tot 2000 Lauryn Hill tijdens tournees. Eind 2000 werd hij lid van het Jazz at Lincoln Center Orchestra onder leiding van Wynton Marsalis. Hij schreef ook talrijke arrangementen voor het ensemble. In 2009 had hij een compositie-opdracht van Jazz at Lincoln Center (The Jesse B. Semple Suite), baserend op korte verhalen van Langston Hughes rond de literaire figuur Jesse B. Semple.
Naast deze activiteiten treedt hij regelmatig op met zijn broer, de trompettist Derrick Gardner en diens formatie The Jazz Prophets. In de loop van zijn carrière werkte hij ook mee bij opnamen van Marcus Roberts, Nicholas Payton, het Jazz at Lincoln Center Orchestra (The Music Of Charles Mingus, 2004), Lizz Wright en Steve Allee.

## Discografie
- 2006: Elbow Room (SteepleChase Records)
- 2007: The Good Book, Ch. 1 (SteepleChase Records)
- 2008: Vin-Slidin (SteepleChase Records)
- 2009: Three-Five (SteepleChase Records)